# K Brusce
Ulice K Brusce na Hradčanech v Praze spojuje ulici Mariánské hradby s ulicí Milady Horákové. V jižní části ulice prochází Píseckou bránou (původní název "Bruská brána"), ulice i brána byly nazvány podle zdejšího potoka Bruska, většina toku kterého je teď pod zemí. Podle potoka má název i nedaleká ulice Pod Bruskou a podle brány ulice U Písecké brány, která prochází ulicí K Brusce u jižního vchodu do brány. Píseckou bránu postavil v roce 1721 český architekt a stavitel Kryštof Dientzenhofer, větší rekonstrukce byla v letech 2000–2002 podle architekta Petra Fuchse. Poslední obnova byla v roce 2014 a dnes je v objektu galerie a kavárna.
Severní polovina ulice dělí park Charlotty G. Masarykové na západní část u ulice Na baště sv. Jiří a na východní část u ulice Na baště sv. Ludmily.

## Budovy, firmy a instituce
- Mýtnice U Písecké brány – K Brusce 3, U Písecké brány 3[4]
- Písecká brána – K Brusce 5, U Písecké brány 5[5]